# Spectacular!
Spectacular! ist ein US-amerikanisch-kanadische Musikfilm aus dem Jahr 2009. Der Film wurde in Kanada gedreht und hatte am 16. Februar 2009 Premiere auf dem US-amerikanischen Nickelodeon Sender. Der Film wurde dort von 3,8 Millionen Zuschauern gesehen. Die deutsche TV-Premiere erfolgte am 8. August 2009 auf dem deutschen Nickelodeon.

## Handlung
Nikko Alexander, Sänger der Rockband Flux, kommt zu spät zu einem Auftritt und wird deshalb aus der Band rausgeschmissen. Auch seine Freundin, die Gitarristin der Band ist, macht mit ihm Schluss. Nach dem Auftritt wird Nikko von der Sängerin und Tänzerin Courtney angesprochen, die für ihren Show-Chor Spectacular! einen neuen Leadsänger sucht. Der ehemalige Leadsänger, Courtneys Exfreund Royce, hat sich von der Sängerin Tammie für die Konkurrenzgruppe Ta-Da! abwerben lassen. Die ehrgeizige Courtney will Ta-Da! bei dem nationalen Show-Chor-Wettbewerb übertrumpfen, bei dem es neben dem Titel auch noch ein ordentliches Preisgeld zu gewinnen gibt. Nikko lehnt zunächst ab, obwohl Courtney ihm die Hälfte des Preisgeldes angeboten hat. Als er aber für den Start einer Solokarriere ein Demo einreichen soll und dafür Geld braucht, willigt er ein.
Nikko tut sich zwar zunächst mit dem einstudierten Tanzen schwer, lockert die Gruppe aber auf und bringt Spontanität und vor allem Begeisterung mit. Courtney ist dagegen der Ansicht, dass alle Bewegungen fest einstudiert sein müssen. Nikko probt heimlich mit der Gruppe einen Song in einem neuen Stil, um Courtney zu zeigen, zu was Spectacular! fähig ist. Als sie Courtney damit überraschen wollen, fühlt diese sich hintergangen und verrät der Gruppe, dass Nikko nur mitmacht, weil sie ihm das halbe Preisgeld versprochen hat. Jetzt haben sich beide mit der Gruppe überworfen.
Als Courtney nach Hause kommt, wartet schon Royce auf sie und versucht, sie zurückzugewinnen. Courtney lässt ihn aber abblitzen. Nikko erscheint und liefert sich ein Wortgefecht mit Royce, bevor dieser abfährt. Nikko versichert Courtney, dass er sie nicht hintergehen wollte und in Zukunft alles auf ihre Art laufen soll. Courtney zeigt ihm eine vernichtenden Kritik in einer Zeitschrift und sagt, dass ihre hergebrachten Vorstellungen wohl auch zu Bruchlandungen führen können. Sie sei einfach zu ängstlich gewesen, etwas Neues auszuprobieren, und fand den neuen Song eigentlich ganz cool. Beide versöhnen sich wieder miteinander und mit der Gruppe und suchen nach einem geeigneten Song für den Wettbewerb. Dabei gibt Mr. Romono, der Musiklehrer der Gruppe, sich als ehemaliger Rockstar zu erkennen, der seine Karriere in den 80er-Jahren abgebrochen hatte, und stellt der Gruppe einen unveröffentlichten Song seiner damaligen Band Herringbone zur Verfügung.
Kurzfristig bekommt Nikko die Gelegenheit zum Vorsingen mit seiner alten Band Flux bei einem Musik-Produzenten, der nur ganz kurz in der Stadt ist. Dadurch gerät er in eine Zwickmühle, weil der Show-Chor-Wettbewerb zu der gleichen Zeit stattfindet. Nikko entscheidet sich für seine Solokarriere. Als er gerade zum Vorsingen abfahren wil, kommt Courtney zu ihm, gibt ihm einen Kuss und wünscht ihm Glück. Beim Vorsingen ist Nikko mit den Gedanken bei ihr und dem Show-Chor. Deshalb singt er, ohne richtig dabei zu sein, und schlägt vor, das Vorsingen auf den Wettbewerb zu verlegen. Dort hat Ta-Da! einen hervorragenden Auftritt hingelegt, und Spectacular! hat gerade mit seinem begonnen. Da steigen Nikko und „Flux“ plötzlich in die Aufführung ein. Als eine Tänzerin die Gitarristin von Flux von der Bühne stößt, übernimmt Mr. Romono die Gitarre. Das Publikum ist begeistert. Allerdings gewinnt Ta-Da! den Wettbewerb, weil bei Spectacular! nicht gemeldete Personen mitgewirkt haben, was zur Disqualifizierung der Gruppe führt. Tammie trennt sich von Royce, sobald sie den Preispokal in den Händen hält. Nikko bekommt einen Plattenvertrag und schließt die ganze Gruppe mit ein. Als alle anderen den Saal verlassen haben, küssen sich Nikko und Courtney. Zum Schluss nehmen die beiden im Studio zusammen mit der Band Flux, dem Gitarristen Mr. Romono und den Chorsängern von „Spectacular!“ ihren ersten Song auf.

## Besetzung
| Rolle                  | Schauspieler      | Synchronsprecher |
| ---------------------- | ----------------- | ---------------- |
| Nikko Alexander        | Nolan Gerard Funk | Ricardo Richter  |
| Courtney Lane          | Tammin Sursok     | Yvonne Greitzke  |
| Tammie Dyson           | Victoria Justice  | Nicole Hannak    |
| Royce De Luc           | Simon Curtis      |                  |
| Tajid                  | Avan Jogia        | Rubina Kuraoka   |
| Amy                    | Britt Irvin       |                  |
| Stavros Alexander      | Christopher Jacot |                  |
| Mr. Romono / Joey Rome | Greg Germann      | Oliver Rohrbeck  |

## Soundtrack
Das Album erschien am 3. Februar 2009 in den USA. In Deutschland erschien der Soundtrack am 31. Juli 2009.

### Tracklist
1. „Don't Tell Me“ – Nolan Gerard Funk als Nikko Alexander
2. „Break My Heart“ – Nolan Gerard Funk als Nikko Alexander
3. „Dance With Me“ – Tammin Sursok
4. „Lonely Love Song“ – Victoria Justice und Simon Curtis als Tammie und Royce allein mit „TA-DA“
5. „Your Own Way“ – Nolan Gerard Funk
6. „For The First Time“ – Tammin Sursok und Nolan Gerard Funk als Courtney und Nikko
7. „Just Freak“ – Tammin Sursok
8. „On The Wings Of A Dream“ – Victoria Justice und Simon Curtis
9. „Something To Believe In“ – Cast of Spectacular!
10. „Everything Can Change“ – Cast of Spectacular!
11. „Eye of the Tiger“ – Tammin Sursok alleine mit „Spectacular!“
12. „Things We Do For Love“ – Victoria Justice und Simon Curtis

## Videoalbum
Am 31. Juli 2009 erschien in den USA die DVD mit Hintergrundinformationen zum Film sowie zwei neue Musikvideos von „Everything Can Change“ und „For the First Time“. Außerdem ist eine Karaoke Version enthalten.